# Regles d'accentuació del castellà
Heus ací el principis d'accentuació del castellà:

## Classificació de les paraules pel seu accent
Segons on estigui situada la síl·laba tònica, podem distingir tres classes de paraules: agudes, planes i esdrúixoles.
- Les paraules agudes tenen tònica l'última síl·laba. Exemples:

ci ca triz, ra dia dor, ...
- Les paraules planes tenen tònica la penúltima síl·laba. Exemples:

a ma ble, pe lo ta, ...
- Les paraules esdrúixoles tenen tònica l'antepenúltima síl·laba. Exemples:

ár bi tro, dis cí pu los, ..

### Regles generals d'accentuació de les paraules agudes
Les paraules agudes porten accent quan acaben en a, e, i, o, u, as, es, is, os, us, an, en, in, on, un, excepte si es tracten de paraules monosíl·labes. Exemples:
jabón, anís,... o monosíl·labs tren, gas, can, ...

### Regles generals d'accentuació de les paraules planes
Les paraules planes porten accent quan acaben en qualsevol consonant que no sigui -n o -s. Exemples:
caràcter, trèvol
,..
També porta accent algunes paraula plana que acaba en consonant seguida de -s. Exemples:
accèssits, bíceps, fòrceps
, ...

### Regles generals d'accentuació de les paraules esdrúixoles
Les paraules esdrúixoles sempre porten accent. Exemples:
pel·lícula, matemàtiques
..

## Accentuació dediftongsitriftongs
Els diftongs i triftongs segueixen les mateixes regles generals d'accentuació de les paraules agudes, planes i esdrúixoles. Exemples:
Paraules agudes: comunicación, acariciáis, ...
Paraules planes: huésped, káiser, ...
Paraules esdrúixoles: farmacéutico, acuífero, ...

## Accentuació dehiats
Els hiats formats per vocal tancada tònica i vocal oberta portaran sempre accent sobre la vocal tancada encara que no respongui a les normes generals d'accentuació. Exemples: 
Baúl, frío, ...